# Callaeas cinereus
Il kokako dell'Isola del Sud (Callaeas cinereus (Gmelin, 1788)) è un uccello passeriforme della famiglia Callaeidae, probabilmente estinto.

## Descrizione

### Dimensioni
Misura 38 cm di lunghezza, per 200-250 g di peso.

### Aspetto

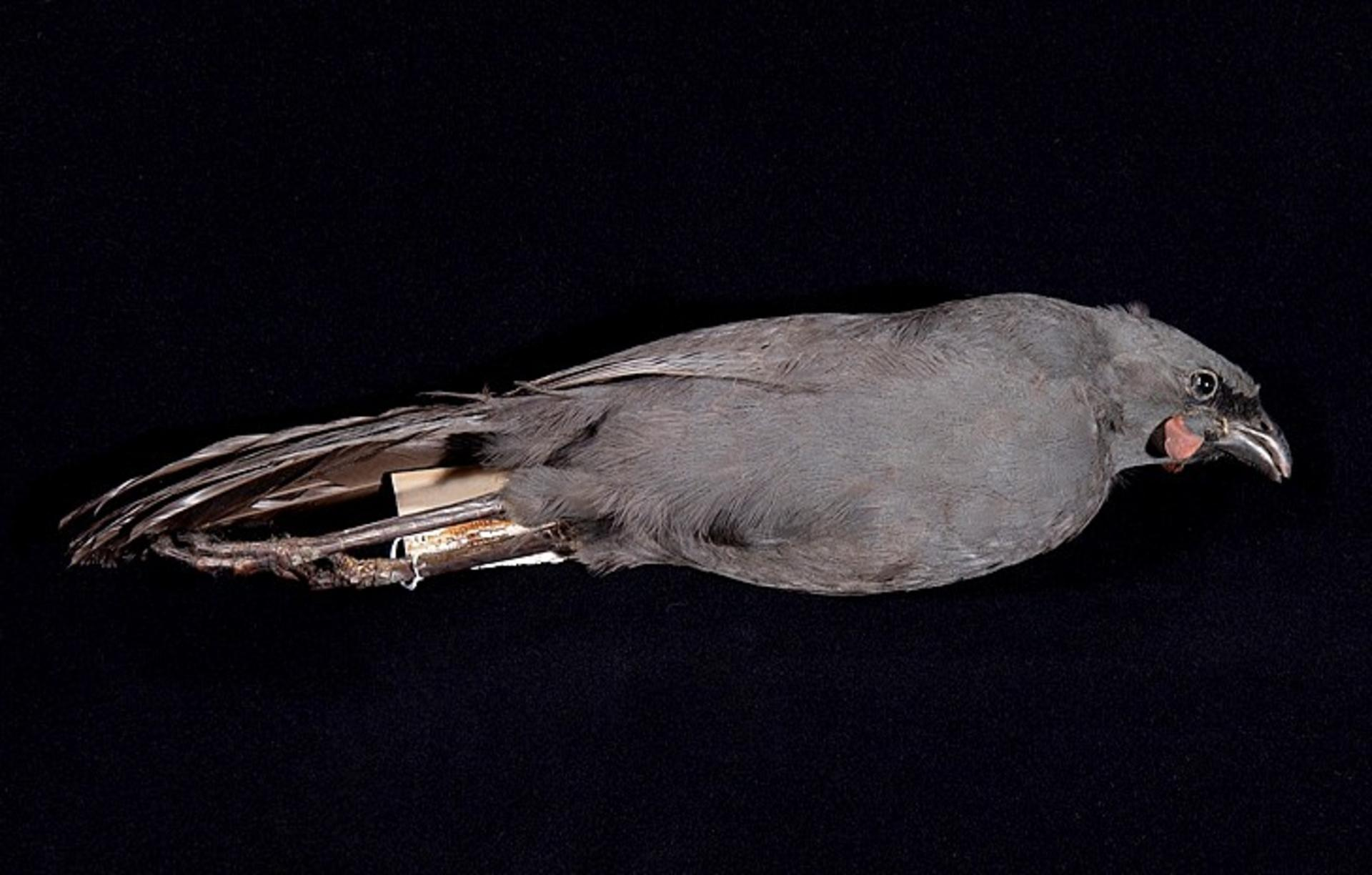
Esemplare impagliato.

Si tratta di uccelli dall'aspetto robusto e massiccio, con piccola testa arrotondata, forte becco ricurvo, lunga coda dall'estremità squadrata, ali piccole e arrotondate e zampe lunghe e forti, dagli artigli ben sviluppati.

Nel complesso, questi uccelli sono molto simili all'affine kokako dell'Isola del Nord (un tempo considerato loro conspecifico), dal quale differiscono per la mascherina facciale meno estesa ma dai contorni più netti, la colorazione generale più scura e la coda leggermente più corta in proporzione alle dimensioni totali.
Il piumaggio è in massima parte di color grigio cenere, con tendenza ad assumere riflessi azzurrini su testa, collo e petto, mentre dorso e ali sono più scure e tendenti all'ardesia, e la coda è anch'essa dello stesso colore, con orli delle penne di colore olivastro. Fra i lati del becco e l'occhio è presente una mascherina nera, mentre su ciascun lato del becco è presente una caruncola appiattita di colore arancione con base azzurrina, più grande nel maschio rispetto alla femmina.
Il becco e le zampe sono di colore nero, mentre gli occhi sono di colore bruno scuro.

## Biologia
Si tratta di uccelli dalle abitudini diurne, che vivono da soli o in coppie, muovendosi perlopiù fra i rami bassi o al suolo, ma essendo in grado di scalare agevolmente alberi anche alti saltellando di ramo in ramo grazie alle forti zampe. Questi uccelli sono cattivi volatori, ma possono planare di albero in albero senza grossi problemi.
Anche il kokako dell'Isola del Sud emette caratteristici forti richiami, che risultano tuttavia lievemente differenti da quelli della sua controparte dell'Isola del Nord.

### Alimentazione
La loro dieta è in massima parte vegetariana, componendosi di foglie, frutti e bacche, nonché di fiori, germogli, nettare ed altro materiale di origine vegetale, mentre insetti ed altri piccoli invertebrati vengono mangiati solo raramente.

### Riproduzione
La nidificazione avviene durante la primavera e l'estate australi: si tratta di uccelli rigidamente monogami, coi due sessi che collaborano nella costruzione del nido (una grossa coppa di fibre vegetali e ramoscelli grossolanamente intrecciati) e nell'allevamento della prole (coi giovani che rimangono per circa due mesi presso il nido dopo la schiusa, continuando a seguire i genitori ancora per molte settimane prima di allontanarsene del tutto), mentre la cova è appannaggio esclusivo della femmina, che viene nel frattempo nutrita dal maschio.

## Distribuzione e habitat
Come intuibile dal nome comune, il kokako dell'Isola del Sud è endemico dell'Isola del Sud, in Nuova Zelanda: diffuso in passato lungo tutta la costa occidentale dell'isola, oltre che in alcune isole circonvicine (Stewart Island) e con avvistamenti anche sulla penisola di Banks, l'ultimo avvistamento ritenuto attendibile di questi animali risale al 2007 ed è stato effettuato nel distretto di Buller. 

## Presunta estinzione
Il kokako dell'Isola del Sud è stato dichiarato estinto dal Dipartimento della Conservazione della Nuova Zelanda il 16 gennaio 2007. Negli anni '90, i ricercatori della Timberlands, l'ente governativo autonomo che gestiva le foreste della costa occidentale neozelandese, riscontrarono alcune prove della presenza di questo uccello nel corso delle loro ricerche sull'ecologia delle foreste primarie per un programma di gestione sostenibile. Tutti i presunti avvistamenti più recenti sono stati smentiti dal Dipartimento della Conservazione.